# Brest Business School
Brest Business School es una escuela de negocios internacional y una de las principales Grandes Escuelas en Francia. Establecida en 1962. Posee campus propios en Brest.
Sus programas cuentan con la acreditación internacional de Conférence des Grandes Ecoles. La escuela cuenta con numerosos alumnos notables en el campo de los negocios y la política, incluyendo varios CEOs, Louis Giard (un deportista francés).
La escuela, con una red de 7.000 antiguos alumnos. 